# Microhyla
Microhyla é um gênero de anfíbios da família Microhylidae.
As seguintes espécies são reconhecidas:
- Microhyla achatina Tschudi, 1838
- Microhyla annamensis Smith, 1923
- Microhyla annectens Boulenger, 1900
- Microhyla arboricola Poyarkov, Vassilieva, Orlov, Galoyan, Tran, Le, Kretova & Geissler, 2014
- Microhyla beilunensis Zhang, Fei, Ye, Wang, Wang & Jiang, 2018
- Microhyla berdmorei (Blyth, 1856)
- Microhyla borneensis Parker, 1928
- Microhyla butleri Boulenger, 1900
- Microhyla chakrapanii Pillai, 1977
- Microhyla darevskii Poyarkov, Vassilieva, Orlov, Galoyan, Tran, Le, Kretova & Geissler, 2014
- Microhyla fissipes Boulenger, 1884
- Microhyla fowleri Taylor, 1934
- Microhyla fusca Andersson, 1942
- Microhyla heymonsi Vogt, 1911
- Microhyla karunaratnei Fernando & Siriwardhane, 1996
- Microhyla maculifera Inger, 1989
- Microhyla malang Matsui, 2011
- Microhyla mantheyi Das, Yaakob & Sukumaran, 2007
- Microhyla marmorata Bain & Nguyen, 2004
- Microhyla mihintalei Wijayathilaka et al, 2016
- Microhyla minuta Poyarkov, Vassilieva, Orlov, Galoyan, Tran, Le, Kretova & Geissler, 2014
- Microhyla mixtura Liu & Hu, 1966
- Microhyla mukhlesuri Hasan, Islam, Kuramoto, Kurabayashi & Sumida, 2014
- Microhyla mymensinghensis Hasan, Islam, Kuramoto, Kurabayashi & Sumida, 2014
- Microhyla nanapollexa Bain & Nguyen, 2004
- Microhyla okinavensis Stejneger, 1901
- Microhyla orientalis Matsui, Hamidy & Eto, 2013
- Microhyla ornata (Duméril & Bibron, 1841)
- Microhyla palmipes Boulenger, 1897
- Microhyla perparva Inger & Frogner, 1979
- Microhyla petrigena Inger & Frogner, 1979
- Microhyla picta Schenkel, 1901
- Microhyla pineticola Poyarkov, Vassilieva, Orlov, Galoyan, Tran, Le, Kretova & Geissler, 2014
- Microhyla pulchella Poyarkov, Vassilieva, Orlov, Galoyan, Tran, Le, Kretova & Geissler, 2014
- Microhyla pulchra (Hallowell, 1861)
- Microhyla pulverata Bain & Nguyen, 2004
- Microhyla rubra (Jerdon, 1854)
- Microhyla sholigari Dutta & Ray, 2000
- Microhyla superciliaris Parker, 1928
- Microhyla zeylanica Parker & Osman-Hill, 1949